# Голубок веракрузький
Голубок веракрузький (Zentrygon carrikeri) — вид голубоподібних птахів родини голубових (Columbidae). Ендемік Мексики. Раніше вважався конспецифічним з пурпуровим голубком.

## Опис
Довжина птаха становить 30 см. Виду не притаманний статевий диморфізм. Голова, шия, горло і груди світло-сизі, боки світло-коричневі. На щоках широкі чорні смуги. Спина і крила оливково-коричневі з легким райдужним відблиском. Молоді птахи мають більш темне забарвлення, пера на верхній частині тіла мають коричневі края, на грудях охристі смужки.

## Поширення і екологія
Веракрузькі голубки є ендеміками гір Сьєрра-де-лос-Тустлас в штаті Веракрус на південному сході Мексики. Вони живуть в підліску вологих хмарних, гірських і рівнинних тропічних лісів. Зустрічаються поодинці або парами, на висоті від 350 до 1500 м над рівнем моря. Живляться насінням, плодами і дрібними безхребетними, яких шукають серед опалого листя. Гніздо являє собою платформу з гілочок. В кладці 1-2 яйця.

## Збереження
МСОП класифікує цей вид як такий, що перебуває під загрозою зникнення. За оцінками дослідників, популяція веракрузьких голубків становить від 350 до 1500 птахів. Їм загрожує знищення природного середовища.